# Corticotomus cylindricus
Corticotomus cylindricus là một loài bọ cánh cứng trong họ Trogossitidae. Loài này được LeConte miêu tả khoa học năm 1863.